# Schloss Badinghagen

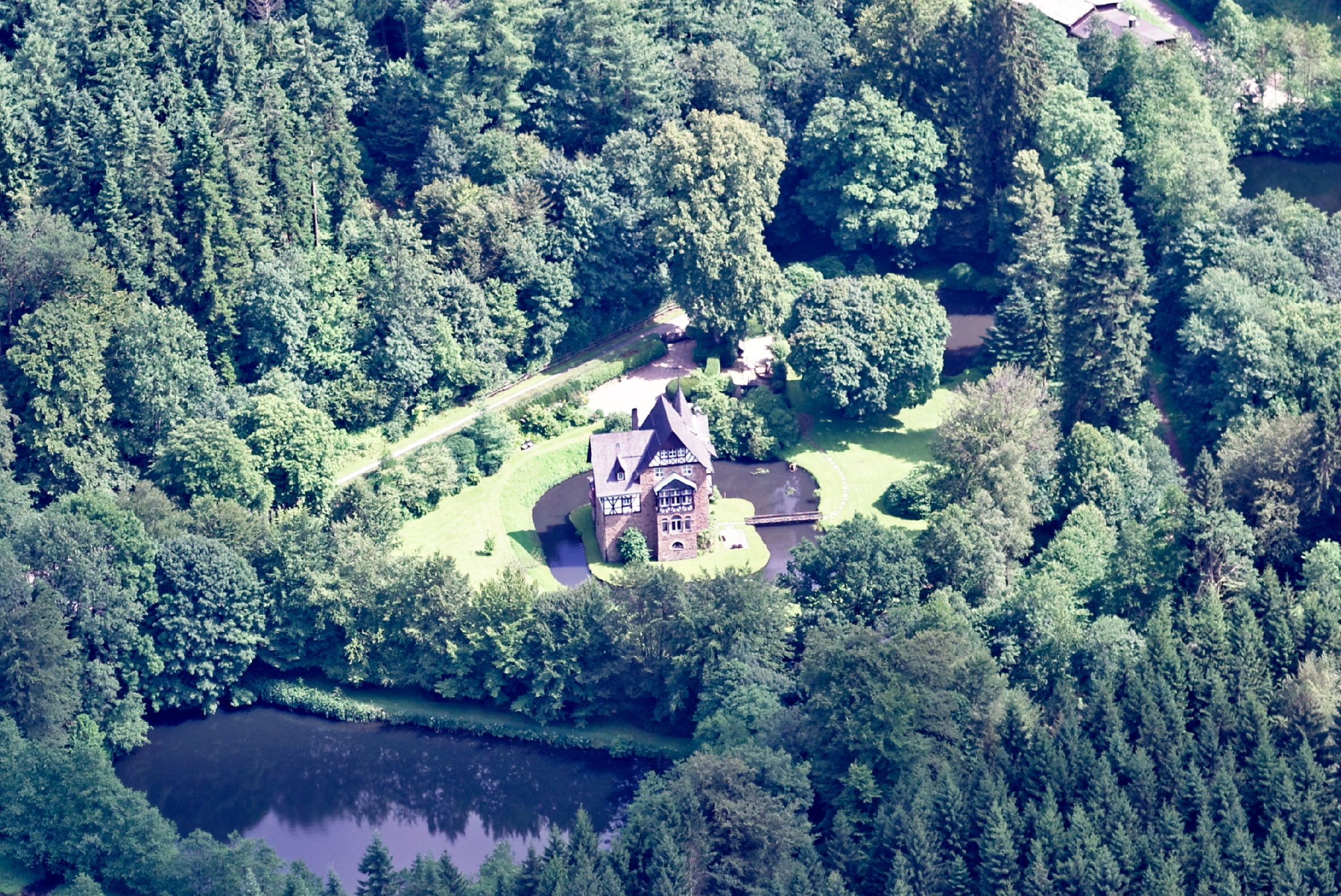
Luftaufnahme von Schloss Badinghagen (2015)

Schloss Badinghagen (auch Haus Badinghagen) ist ein Wasserschloss, das dicht an der Grenze zum Bergischen Land südlich von Meinerzhagen steht und 1902 stark modernisiert wurde. Seine Gräften werden von der Agger gespeist. Das Schloss wird privat genutzt und ist nur von außen zu besichtigen.
Im Werdener Propsteiregister wurde das Schloss im Jahr 1160 als Lehnsgut erstmals genannt. Im Besitz der Badinghagens ist es nachweislich seit dem Jahr 1363. Nach Aussterben der Familie ging es 1509 über Friedrich von Karthausen durch Verkauf im Jahr 1642 an Friedrich von Neuhoff. Drei Generationen später war Conrad Caspar von Nagel, ein Sohn der Erbtochter, Eigentümer des Schlosses Badinghagen.
Die heutige, mittlerweile mehrmals umgebaute Anlage hat nur ungefähr den Grundriss des früheren Bauwerks, das etwa Mitte des 17. Jahrhunderts die Eheleute Engelbert von Neuhoff und Anna Margarethe von Scheid errichten ließen. Über dem massiven Erdgeschosssockel erhebt sich ein Fachwerkobergeschoss mit Schindelverkleidung. Besitzer von Badinghagen ist die Familie Dresler aus Kreuztal.